# János apostol
János apostol, katolikus körökben Szent János evangélista (ógörögül: Ἰωάννης), (6 k.– 100 k.) a tizenkét apostol egyike. A korai egyházatyák szerint ő volt a legfiatalabb tanítvány, túlélte a többi apostolt és az egyetlen közülük, aki természetes halált halt. A keresztény hagyomány őt azonosította a János-evangélium, a három János-levél és A jelenések könyve szerzőjeként, azonban a modern Biblia-kutatók között kisebbségben vannak, akik támogatják ezt a nézetet, a többség szerint egyik művet sem az apostol írta.

## Élete
A galileai Betániából származott, apja, Zebedeus halász volt. János bátyjával, Jakabbal apja mesterségét folytatta. Anyja, Szalómé, Jézus követői közé tartozott. Keresztelő János fellépésekor a tanítványa lett, majd a Keresztelő tanúságtétele után Andrással együtt Jézushoz csatlakozott.
Jézus a többi tizeneggyel együtt apostolává választotta, valamint Péter és Jakab mellett őt is megkülönböztetett bizalmában részesítette. Pál apostol levelében a jeruzsálemi egyház három alappillére egyikének nevezi. Jelen volt Jézus színeváltozásánál, az utolsó vacsoránál Jézus mellett foglalt helyet, és az apostolok közül csak ő kísérte el Krisztust a Golgotára. A kereszt alatt Jézus az ő gondjaira bízta édesanyját, Máriát. Jézus feltámadását követően az asszonyok híradása nyomán Péterrel együtt futott az üres sírhoz, hogy megbizonyosodjon mestere feltámadásáról.
A Szentlélek eljövetele (Pünkösd) után a hagyomány szerint Szűz Mária haláláig Jeruzsálemben maradt, s ott a környéken és Szamáriában apostolkodott. Pál halálát követően Epheszoszban folytatta életét és ő tanította a második apostolnemzedék több jelentős képviselőjét: Pápiász hierapoliszi, Polikárp szmirnai, Ignác antiókhiai püspököt. Domitianus római császár Pátmosz szigetére száműzte. Nerva uralkodása alatt visszatért Epheszoszba, és már közel száz éves lehetett, amikor Traianus uralkodásának idején meghalt, az apostolok közül egyedüliként természetes halállal.

## A János evangélium szerzősége
A negyedik evangélium, mivel vallási üzenete jóval magasabb szintű a szinoptikus evangéliumokénál, amelyek pedig az általánosan elfogadott datálás szerint az I. század utolsó harmadában keletkeztek, minden valószínűség szerint ennél későbbi eredetű. Az egyházatyák szintén valamikor a II. század közepe táján említik először Jánost, így a leginkább alátámasztható becslés szerint János evangéliumának a teljesen megszerkesztett változata Kr. u. 100 és 110 között készülhetett el. A keletkezés helye a hagyomány szerint az Égéi-tenger partján fekvő kis-ázsiai Epheszosz városa.
A szöveg maga sehol nem említi a szerző nevét, a hagyományos „János evangéliuma" cím későbbi írnokoktól és másolóktól származik. Az evangéliumban egyedül a 21. fejezetben található utalás a mű meg nem nevezett szerzőjére: a „tanítványok közül az egyik, akit kedvelt Jézus”. Az egyházi hagyomány feltételezése szerint a kifejezés János apostolra vonatkozik. A 21. fejezet azonban nem része az eredeti evangéliumnak, utólag csatolták az eredeti mű lezárása után. A szerző azonosítása nem az evangélista kezétől származik, azt egy harmadik személy fűzte a szöveghez: „Ez az a tanítvány, aki ezekről tanúságot tett és megírta ezeket. Tudjuk, hogy igaz a tanúsága.”
A legjelentősebb korai tekintély, aki megpróbálta azonosítani a negyedik evangélium szerzőjét, a kis-ázsiai születésű Szent Ireneusz, Lugdunum püspöke volt. Kr. u. 180 körül ő számolt be arról, hogy János apostol élete utolsó időszakát a mai Törökország ázsiai részén elterülő Epheszosz városában töltötte, és itt írta meg evangéliumát is. Nincs azonban olyan újszövetségi forrás, amely Jánost kapcsolatba hozná Epheszosszal. Az Apostolok cselekedetei megemlíti, hogy Szamariában evangelizált. Az Efezusiaknak írt levelében Antiochiai Ignác Kr. u. 110-ben Epheszosz lakóit mint Pál embereit írja le, aki utolsó jeruzsálemi útja előtt két évet töltött a városban, és nem mint János embereit, aki pedig állítólag sokáig Epheszoszban élt, és ott is halt meg. Papiasz, Hierapolisz püspöke (Kr. u. 60 k.-130) a tanítói között említi Jánost, az Öreget, akit világosan megkülönböztet Zebedeus fia Jánostól. Egy ilyen görög kultúrán nevelkedett ember nagyobb valószínűséggel lehet a görög eszméktől és miszticizmustól átitatott negyedik evangélium szerzője, mint a galileai halász János, akit a két főpap, Kajafás és Annás úgy jellemez mint „írástudatlan (agrammatosz) és tanulatlan (idiótész)” embert.

## Neve alatt fennmaradt iratok

### Kanonikusak
- János evangéliuma
- János első levele
- János második levele
- János harmadik levele
- A jelenések könyve

### Apokrifek
- János apostol cselekedetei
- János apokrifonja (János titkos könyve)

## Galéria

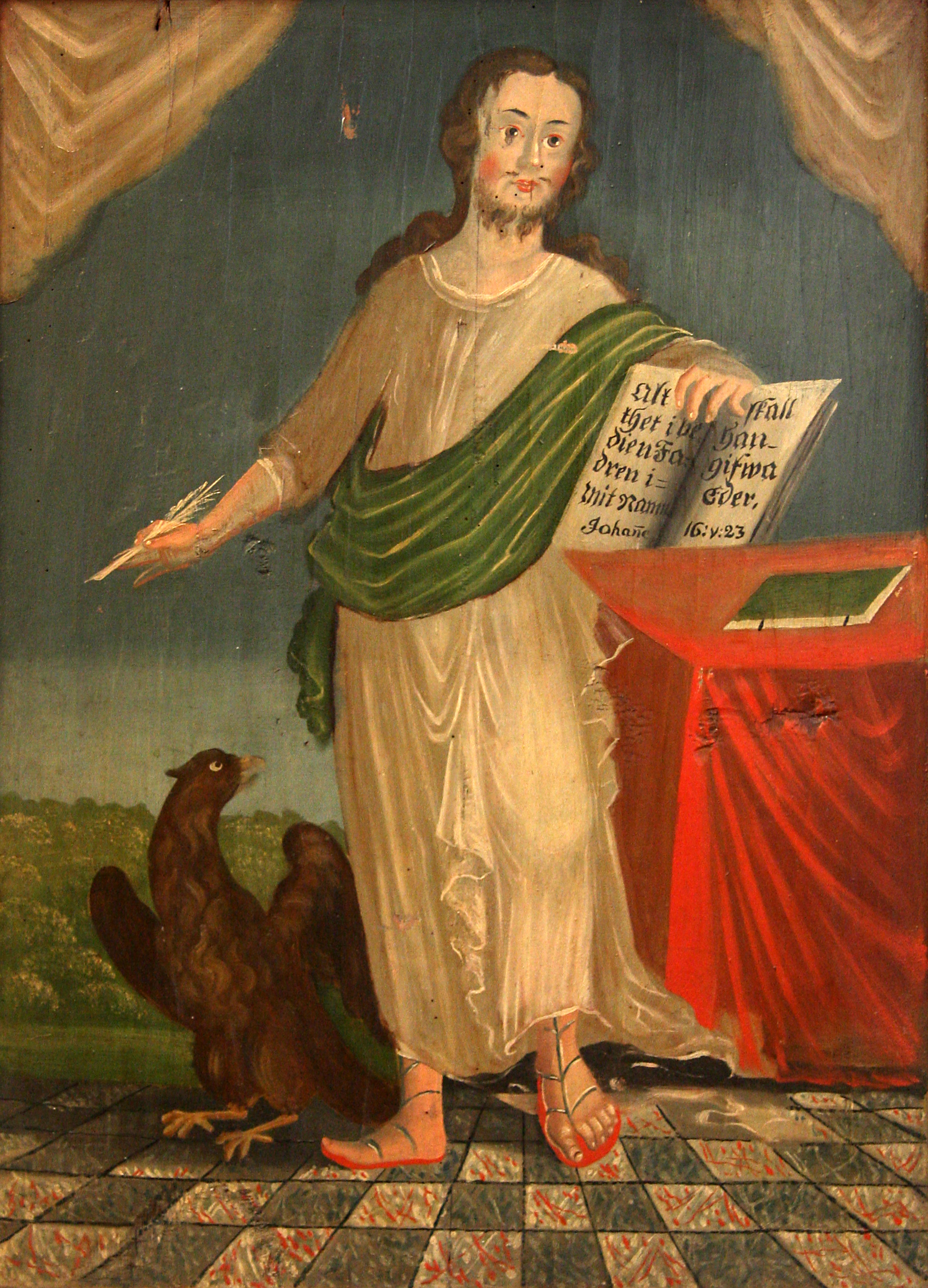
János evangélista, lábainál szimbóluma, a sas (17. századi festmény)
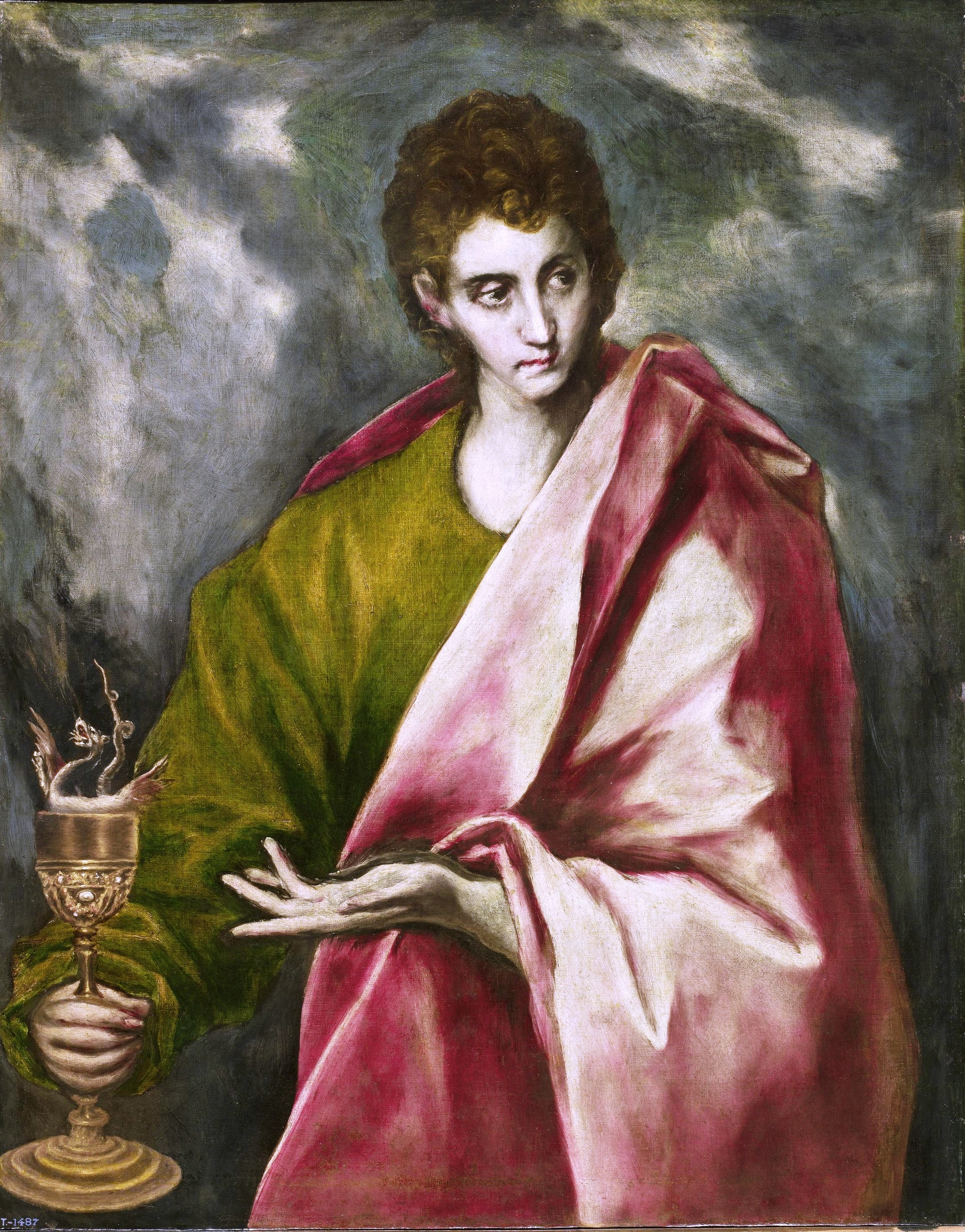
Szent János evangélista (El Greco festménye)
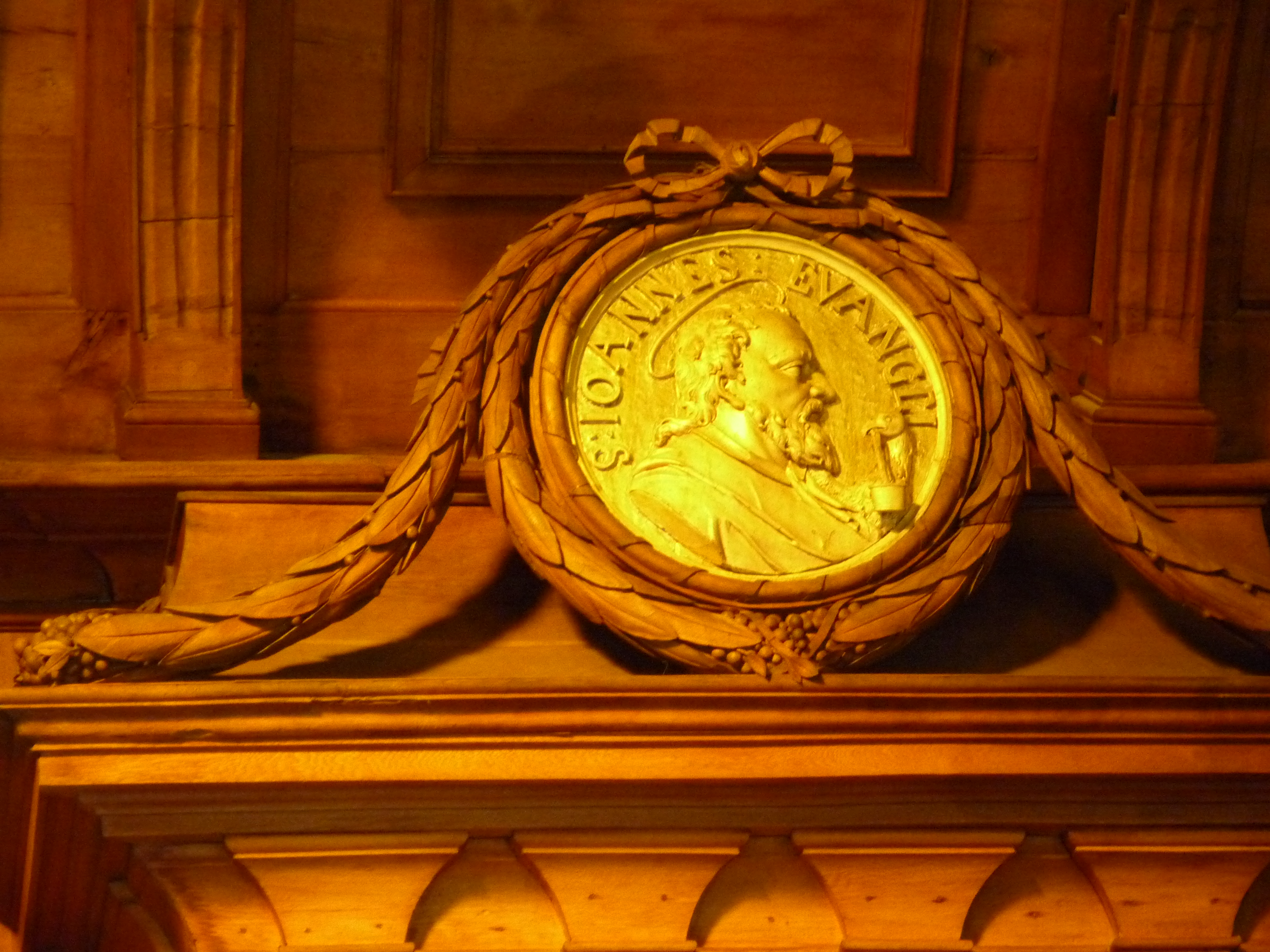
János apostol (dombormű, Főegyházmegyei Könyvtár (Eger))
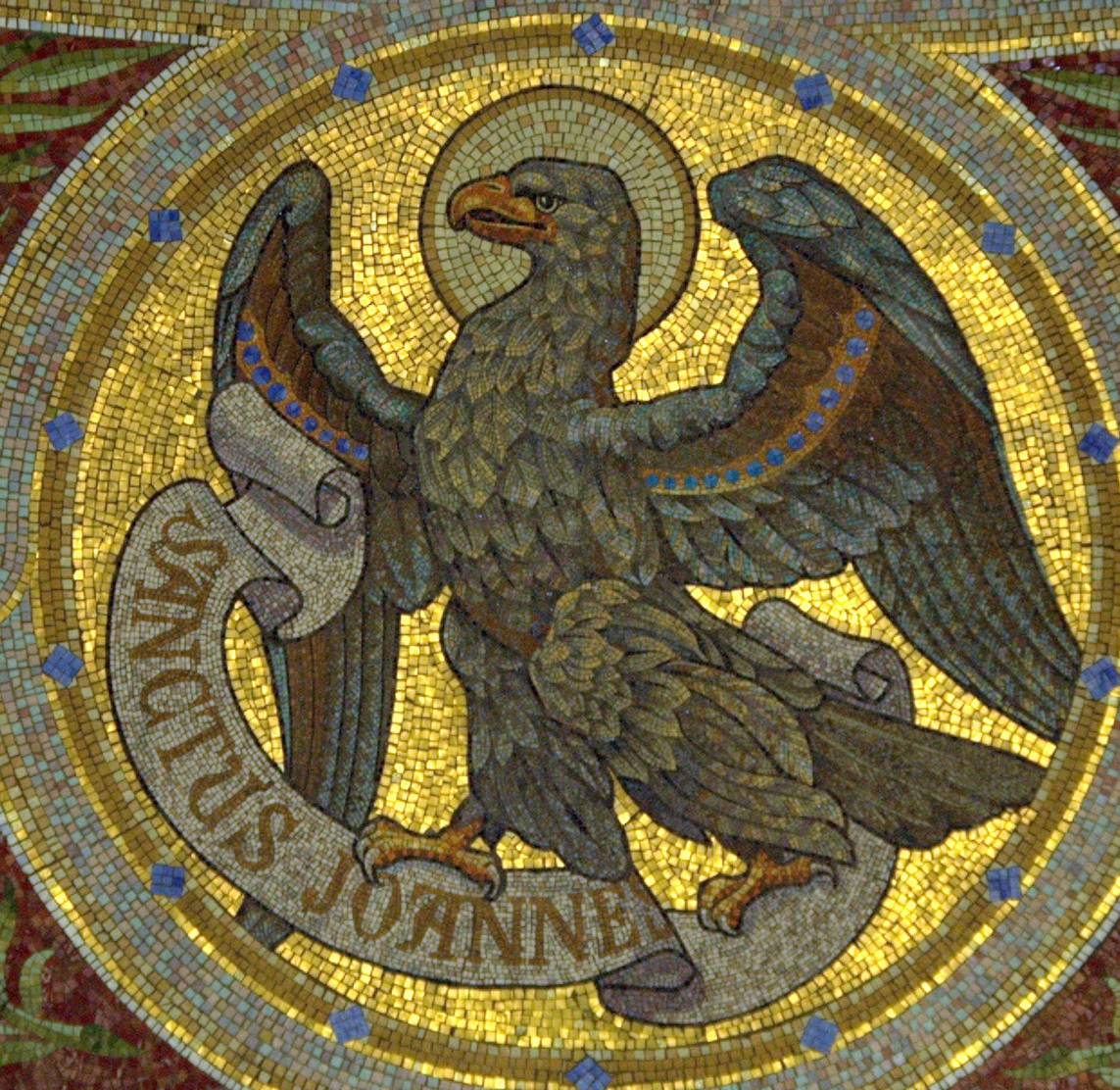
Szent János evangélista szimbóluma, a sas a madridi San Manuel y San Benito templomban, mozaikon
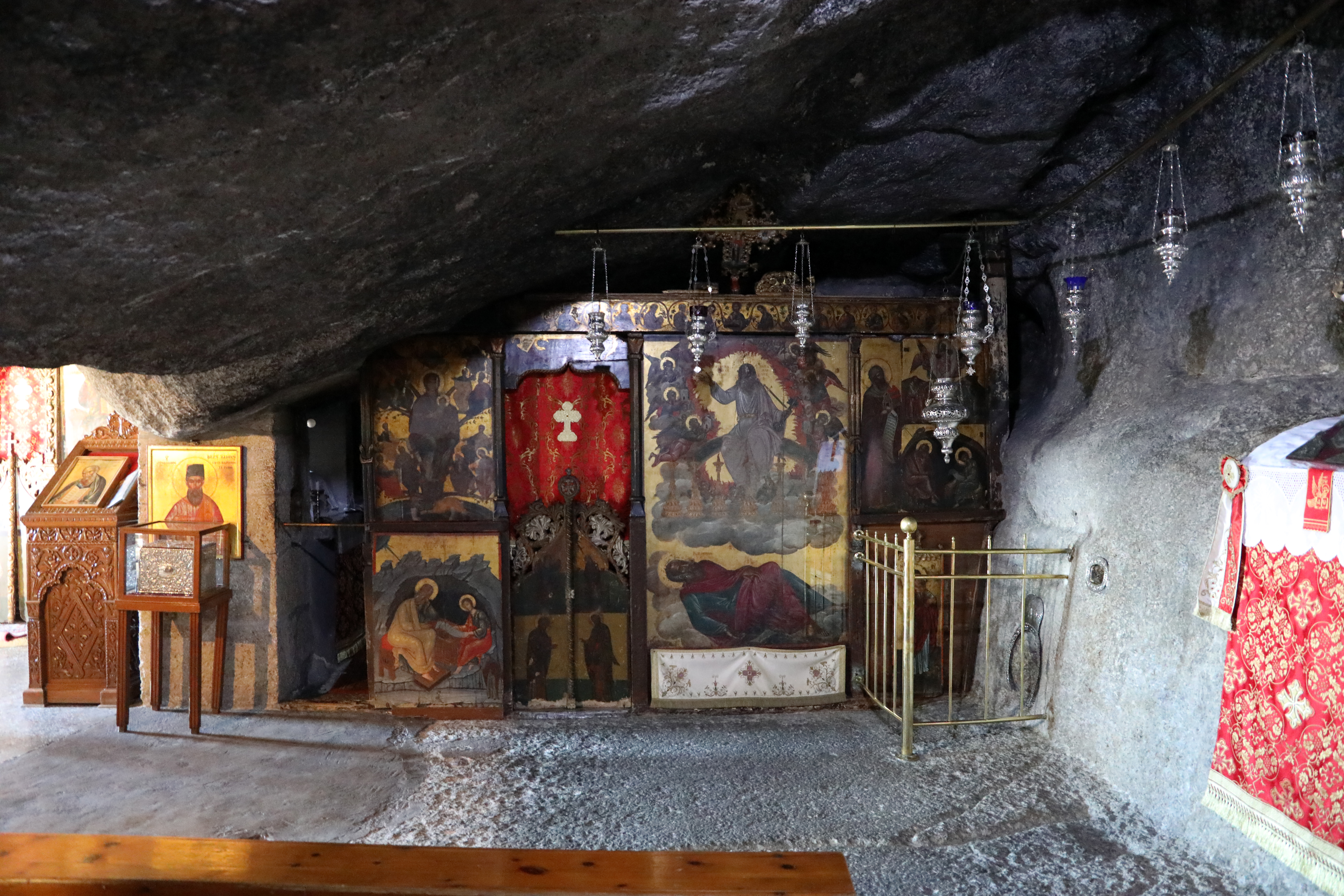
Az Apokalipszis barlangjának belső nézete, Patmosz szigetén (az oltár falának közepén a gyertyák azon a helyen égnek, ahol János evangélista feküdt, amikor megkapta a Jelenéseket, mellette a falon egy ezüst kör jelzi azt a helyet, ahol megkapaszkodott, hogy segítsen magának; jobbra a skarlátvörös lepel alatt a kőpult, melynél Prochor írt)